# 마크 오브라이언
마크 오브라이언(영어: Mark O'Brien, 1984년 5월 7일 ~ )은 캐나다의 배우이자 연출가이다.

## 출연 작품
- 더 라이처스 (2021)
- 푸른 호수 (2021)
- 레디 오어 낫 (2019)
- 위험한 정사 2 (2019)
- 결혼 이야기 (2019)
- 배드 타임즈: 엘 로얄에서 생긴 일 (2018)
- 프론트 러너 (2018)
- 종말의 끝 (2018)
- 아논 (2018)
- 다키스트 마인드 (2018)
- 인투 더 미러 (2018)
- 인류멸망 주식회사 (2016)
- 렌 앤드 컴퍼니 (2016)
- 컨택트 (2016)
- 화이트호스 (2015)
- 다크 스트레인저 (2015)
- 비트 다운 (2012)